# Eustaquia Calafato
Santa Eustaquia Esmeralda Calafato (1434-1485) era una religiosa italiana del siglo XV, habitante de Mesina, su ciudad natal, en Sicilia.

## Biografía
Se sabe de su vida gracias al escrito de una de sus compañeras religiosas, redactado 2 años después de la muerte de la santa y encontrado hacia el año 40 del siglo XX.
Hija de un noble de Mesina, de bella apariencia y en contra de las recomendaciones de su familia, Eustaquia Smeralda Calafato toma el velo a los 15 años, con los franciscanos. Aún con la amenaza de que sus hermanos quemarían el convento, nada distorsiona esta intención y entra al monasterio de Basicò, en el cual permanece por 10 años.
Amante de la pobreza y resuelta de que en el monasterio no se observa la regla, decide en 1464, fundar el Santuario de Montevergine en Mesina, en donde fue enterrada; además fue su primera abadesa.
Sus restos mortales nunca conocieron la corrupción. Antes bien, todos los 22 de agosto, en Mesina, su cuerpo es expuesto a la veneración de los fieles. Actualmente, se expone 2 veces por semana.
Beatificada el 22 de agosto de 1782 por Pío VI, fue canonizada el 11 de junio de 1998 por el papa Juan Pablo II.
Es la copatrona de la ciudad Mesina. Su memoria fue fijada el 20 de enero.